# Creu de terme de la carretera de Torredembarra

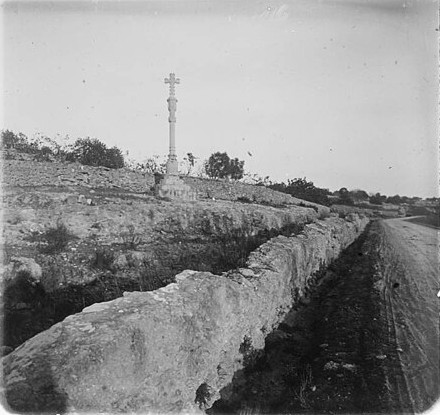
La creu el 1923

La Creu de terme de la carretera de Torredembarra és una creu de terme de la Riera de Gaià (Tarragonès), situada actualment al mig de la rotonda a l'entrada del poble, on conflueixen les carreteres: T-202, T-203 i T-214. Està inclosa a l'Inventari del Patrimoni Arquitectònic de Catalunya.

## Descripció
La creu té dues inscripcions indicant diferents dates. La primera indica l'any 1809, la segona un segle després, l'any 1909.